# اليتيمتين (فلم)
اليتيمتين فيلم دراما مصري من إنتاج العام 1948 من تأليف أبو السعود الإبياري، ومن إخراج حسن الإمام. الفيلم من بطولة فاتن حمامة، بني الفيلم على رواية (الولدان الشريدان) لبيير كورسيل.

## القصة
أثناء عودته في الليل يعثر الحاج (مرسي) على طفلة رضيعة في إحدى جوانب الطريق ، يشفق عليها ، ويأخذها معه إلى بيته ليربيها مع ابنته (سنية) ، وتتعاضد العلاقة بين الفتاتين على مدار السنوات ، حتى يموت الحاج (مرسي) ، فتتفرق بهما سبل الحياة بعد طول عناء من السعي ، فبينما تقع (سنية) في حب رجل ثري وتخطط للزواج منه ، تقع (نعمت) في قبضة امرأة متسلطة تقود عددًا من الشحاذين والنشالين .
.

## طاقم العمل
| - فاتن حمامة:نعمت - ثريا حلمي:سنية - فاخر فاخر:حسونه - نجمة إبراهيم:فضة - محمد علوان:عباس-عِبس - نبيل الألفي:عادل | - صلاح منصور:الطائش - رياض القصبجي:عبد الصمد صاحب الطاحونة - عبد العزيز أحمد:الحاج مرسي - نعيمة الصغير:المغنية - فهمي أمان:ابو شلبى - عبد المنعم إسماعيل:شحتوت | - محمد الطوخي:متولى - صفا الجميل:شلبى - محسن حسنين:صديق عباس - زوزو محمد:نرجس / زوجة عباس - جمالات زايد:أم سنية - حسن الإمام:طبال العالمه سنيه قطط | - عبد المنعم سعودي:ناظر محطة مصر - لطيفة أمين:ام شلبى - محمد صبيح:صديق عباس - حافظ أمين:احد المصلين بالجامع - ماري عز الدين:الراقصة سنية قطط - زكي إبراهيم:جد نعمت |

## وصلات خارجية
- مقالات تستعمل روابط فنية بلا صلة مع ويكي بيانات